# Mikkel Bjerg
Mikkel Bjerg (* 3. November 1998 in Kopenhagen) ist ein dänischer Radsportler, der auf Straße und Bahn aktiv ist.

## Sportliche Laufbahn
Mikkel Bjerg begann mit dem Radsport beim Roskilde Cykle Ring. Wegen einer Knieverletzung musste er das Training beenden und verlegte sich auf den Schwimmsport. Nach 14 Monaten Verletzungspause begann er wieder mit dem Radsport und wurde 2016 dänischer Junioren-Meister im Einzelzeitfahren.
Im selben Jahr machte Bjerg auch international auf sich aufmerksam, als er bei den Junioren-Weltmeisterschaften Rang zwei im Einzelzeitfahren der Junioren belegte. Er gewann das Rennen Aubel-Thimister-La Gleize und eine Etappe der Tour de l’Abitibi.
2017 darauf wurde Bjerg im Einzelzeitfahren U23-Weltmeister sowie Vize-Europameister der U23. Beim Chrono des Nations belegte er Platz zwei hinter seinem Landsmann Martin Toft Madsen. Auch startete er auf der Bahn und wurde mit Casper von Folsach, Casper Pedersen und Rasmus Christian Quaade dänischer Meister in der Mannschaftsverfolgung. Für die folgende Saison unterzeichnete Bjerg einen Vertrag bei Hagens Berman Axeon. Im Jahre 2018 wurde er erneut U23-Zeitfahrweltmeister.
Am 4. Oktober 2018 verbesserte Mikkel Bjerg auf der Radrennbahn in Odense, der Thorvald Ellegaard Arena, den dänischen Stundenrekord. Er bewältigte in einer Stunde 53,730 Kilometer und verbesserte damit den Rekord von Martin Toft Madsen aus dem Juli des Jahres. Inoffiziell fuhr er damit nach Bradley Wiggins die zweitlängste Strecke in 60 Minuten; da aber keine Vertreter des Weltradsportverbandes UCI vor Ort waren, blieb dieser Versuch auf internationaler Ebene inoffiziell. Schon im Oktober 2017 hatte der damals 18-Jährige den dänischen Rekord auf 52,311 Kilometer verbessert.
Ab der Saison 2020 fuhr Bjerg für UAE Team Emirates. 2021 belegte er mit der dänischen Nationalmannschaft aus Mathias Norsgaard, Julie Leth, Emma Norsgaard, Amalie Dideriksen und Magnus Cort bei den Straßenweltmeisterschaften in der Mixed-Staffel Platz sechs. Bei den Straßenradsport-Europameisterschaften 2022 belegte er im Einzelzeitfahren Platz vier, auch sonst war er im Zeitfahren bei Etappenrennen oder Meisterschaften oft vorn zu finden; bei den dänischen Meisterschaften kam er wiederholt auf den zweiten oder dritten Platz. Seinen bislang einzigen Sieg als Profi erzielte er im Einzelzeitfahren des Critérium du Dauphiné 2023. Ansonsten machte er sich als Helfer für UAE einen Namen, für die er mehrfach die Tour de France und den Giro d’Italia fuhr. In der Flandern-Rundfahrt 2024 verpasste Bjerg mit dem vierten Platz nur knapp das Podium, im olympischen Einzelzeitfahren kam er auf den zehnten Rang.

## Privates
Seit 2018 ist Mikkel Bjerg mit der dänischen Straßenmeisterin von 2016, Emma Norsgaard Jørgensen, liiert. Im Oktober 2021 heiratete das „dänische Starpaar“.

## Erfolge

### Straße
2016

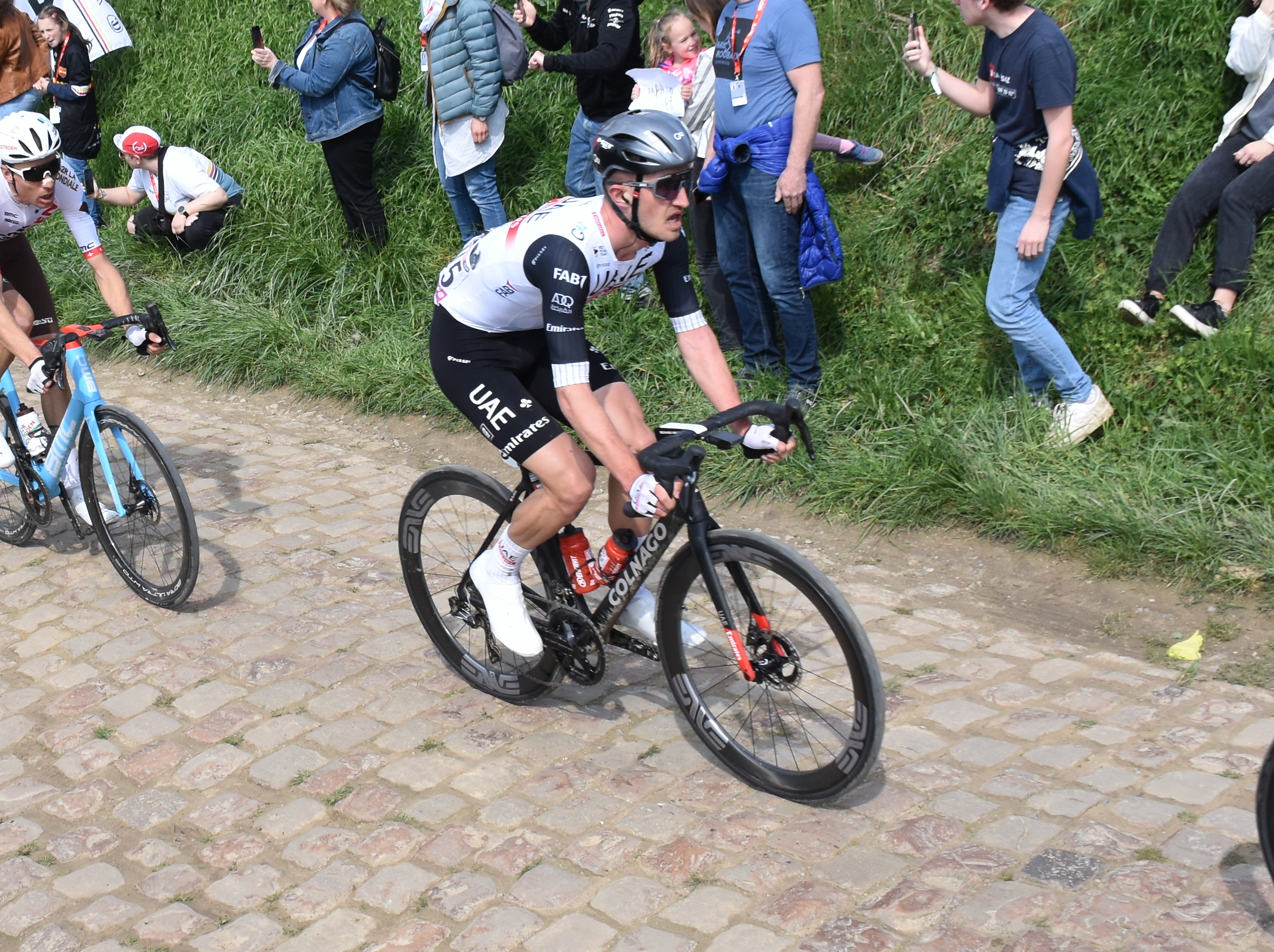
Mikkel Bjerg (Paris–Roubaix 2023)

- Junioren-Weltmeisterschaft – Einzelzeitfahren
- Gesamtwertung und eine Etappe Liège–La Gleize
- eine Etappe der Tour de l’Abitibi
- Dänischer Junioren-Meister – Einzelzeitfahren

2017
- U23-Europameisterschaft – Einzelzeitfahren
- U23-Weltmeister – Einzelzeitfahren

2018
- Dorpenomloop Rucphen
- eine Etappe Tour de l’Avenir (Mannschaftszeitfahren)
- U23-Weltmeister – Einzelzeitfahren

2019
- Gesamtwertung Triptyque des Monts et Châteaux
- U23-Europameisterschaft – Einzelzeitfahren
- Hafjell TT
- Chrono Champenois – Trophée Européen
- U23-Weltmeister – Einzelzeitfahren

2023
- eine Etappe Critérium du Dauphiné (Einzelzeitfahren)

### Bahn
2017
- Dänischer Meister – Mannschaftsverfolgung (mit Casper von Folsach, Casper Pedersen und Rasmus Christian Quaade)

2018
- Dänischer Meister – 1000-Meter-Zeitfahren, Einerverfolgung

## Grand Tour-Platzierungen
| Grand Tour            | 2020 | 2021 | 2022 | 2023 | 2024 |
| --------------------- | ---- | ---- | ---- | ---- | ---- |
| Giro d’ItaliaGiro     | 97   | –    | –    | –    | 108  |
| Tour de FranceTour    | –    | 110  | 123  | 123  | –    |
| Vuelta a EspañaVuelta | –    | –    | –    | –    | –    |